# Andrej Mrkela
Andrej Mrkela (kyrillisch Андреј Мркела; * 9. April 1992 in Enschede) ist ein serbischer Fußballspieler.

## Karriere

### Verein
Mrkela begann mit dem Vereinsfußball in der Jugend vom FK Roter Stern Belgrad und wurde 2008 in den Profikader aufgenommen. Ab dem Sommer 2009 spielte er als Leihgabe der Reihe nach bei OFK Beograd, FK Sopot und FK Rad. 2011 wechselte er dann zum Ligakonkurrenten FK Rad.
Zur Rückrunde der Spielzeit 2012/13 wechselte er zusammen mit seinem Teamkollegen Goran Čaušić in die türkische Süper Lig zu Eskişehirspor. Während Goran Čaušić samt Ablöse zu Eskişehirspor wechselte, wechselte Mrkela als Leihspieler mit Kaufoption. Von der Kaufoption machte der Verein kein Gebrauch, sodass er nach der Saison wieder zurück zu seinem Klub FK Rad wechselte.

### Nationalmannschaft
Seit 2009 spielt Mrkela für die serbische U-21-Nationalmannschaft. Mit dieser nahm er an der U-19-Fußball-Europameisterschaft 2011 teil und erreichte das Halbfinale.